# 周叔子
周叔子（1940年—），男，湖南长沙人，中国数学家，曾任湖南大学应用数学研究所所长、教授、博士生导师，中国数学会理事。